# Перес, Клаудио Даниэль
Клаудио Даниэль Перес (исп. Claudio Daniel Pérez; родился 26 декабря 1985 года, Хосе Си Пас, Аргентина) — аргентинский футболист, защитник аргентинского клуба «Атлетико Атлас».

## Клубная карьера
Перес начал профессиональную карьеру выступая за клубы «Депортиво Фландрия» и столичную «Атланту».
Летом 2008 года Клаудио перешёл в «Тиро Федераль». 28 сентября в матче против «Тальерес» из Корбовы он дебютировал за команду в Примере B. 18 октября в поединке против «Сан-Мартин Сан-Хуан» Кладио забил свой первый гол за «Тиро Федераль». 
Летом 2009 года Перес ненадолго уехал в Чили, где играл за «Депортес Ла-Серена». 
В начале 2010 года Клаудио вернулся на родину, присоединившись к «Тигре». 28 февраля в матче против «Сан-Лоренсо» он дебютировал в аргентинской Примере. 7 марта в поединке против «Уракана» Перес забил свой первый гол за «Тигре».
В начале 2011 года Клаудио перешёл в «Бельграно». 12 февраля в матче против «Патронато» он дебютировал за новую команду. 7 мая в поединке против своего бывшего клуба «Тиро Федераль» Перес забил свой первый гол за «Бельграно». В своём дебютном сезоне Кладуио помог команде вернуться в элиту.
В начале 2013 года Перес перешёл в «Бока Хуниорс». 17 февраля в матче против своего бывшего клуба «Тигре» он дебютировал за новую команду. 27 февраля в поединке Кубка Либертадорес против «Барселоны» из Гуаякиль Кладио забил свой первый гол за «Боку». 
В начале 2015 года для получения игровой практики он на правах аренды вернулся в «Бельграно».
В начале 2016 года контракт Клаудио с «Бока Хуниорс» истёк и он на правах свободного агента присоединился к «Банфилду». 5 февраля в матче против «Химансия де Хухуй» Перес дебютировал за новую команду. 
В начале 2017 года Клаудио подписал контракт с мексиканской «Пуэблой». 12 февраля в матче против столичной «Америки» он дебютировал в мексиканской Примере. 
Летом 2017 года Клаудио покинул Пуэблу и выступал за «Фландрию», а затем и за шведский «Вернаму». 
В декабре 2018 года он заключил соглашение с коста-риканским клубом «Сан-Карлос».
В марте 2021 перешел в клуб из той же страны, «Сибао ФК».